# Movimento de Pau de Colher

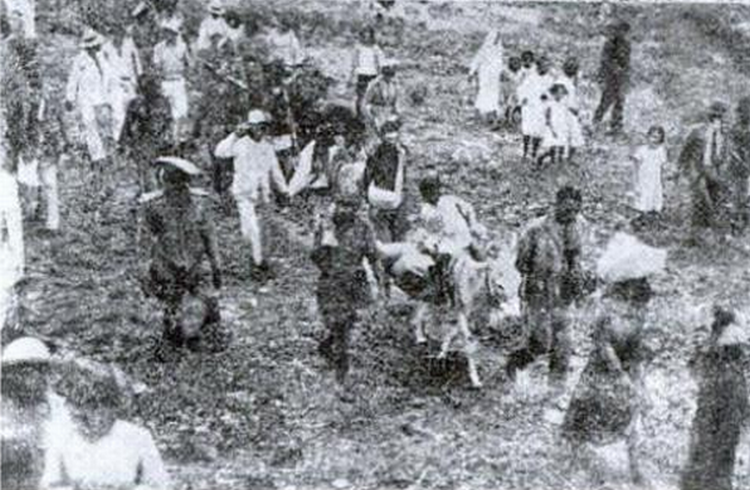
Sobreviventes do massacre entram em Casa Nova (1938).

O Movimento de Pau de Colher foi um fenômeno messiânico e milenarista ocorrido na Bahia na primeira metade do século XX, e que culminou com o massacre de seus participantes (chamados pela imprensa e populares de "fanáticos" ou "caceteiros") por forças policiais militares de Pernambuco.
Iniciado em 1934 e com término em 1938, teve por principal figura o beato José Senhorinho, seguidor das ideias religiosas do beato paraibano Severino Tavares, por sua vez ligado ao movimento religioso do beato José Lourenço, líder do movimento cearense do Caldeirão e que, junto a outros muitos sertanejos, se instalaram no lugar de nome Pau de Colher no município de Casa Nova, nas divisas baianas com o Piauí e Pernambuco.

## Contexto histórico e geográfico

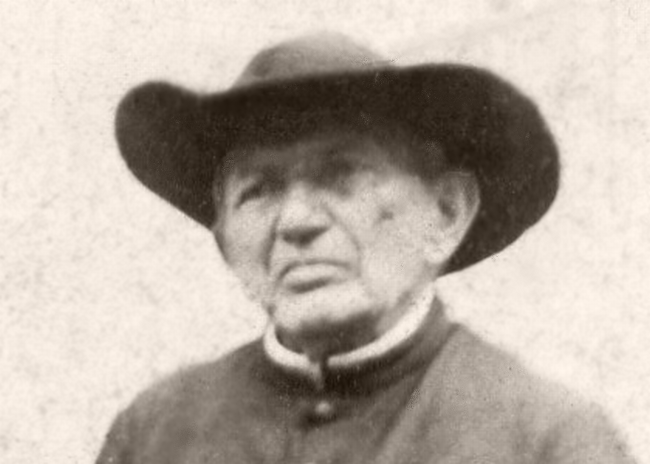
Padre Cícero, líder católico e coronelista, causa primeira dos movimentos religiosos que culminaram no "Caldeirão" e "Pau de Colher".

O Brasil mergulhava na ditadura Vargas quando o país assistiu a uma urbanização crescente, incremento da produção industrial, êxodo rural e instalação da nova ordem política com o fim do coronelismo e seu poder político.
Na Bahia grande repercussão teve o assassinato do Coronel Horácio de Matos no começo da década, bem como a campanha contra Lampião durante todos os anos 30; no breve período de restauração democrática de 1934-1936 o estado esboçou uma normalidade institucional, mas não houve solução de continuidade no governo do interventor nomeado, Juracy Magalhães, que comandou o estado de 1931 a 10 de novembro de 1937, quando instala-se o Estado Novo, e é nomeado interventor interino o coronel Antônio Fernandes Dantas; este impõe forte repressão policial na capital do estado, procede à queima de livros considerados subversivos (como as obras deJorge Amado ou Gilberto Freyre) e prende o líder opositor Nestor Duarte, ficando no cargo até janeiro de 1938, quando assume Landulfo Alves e ocorre o desfecho de Pau de Colher.

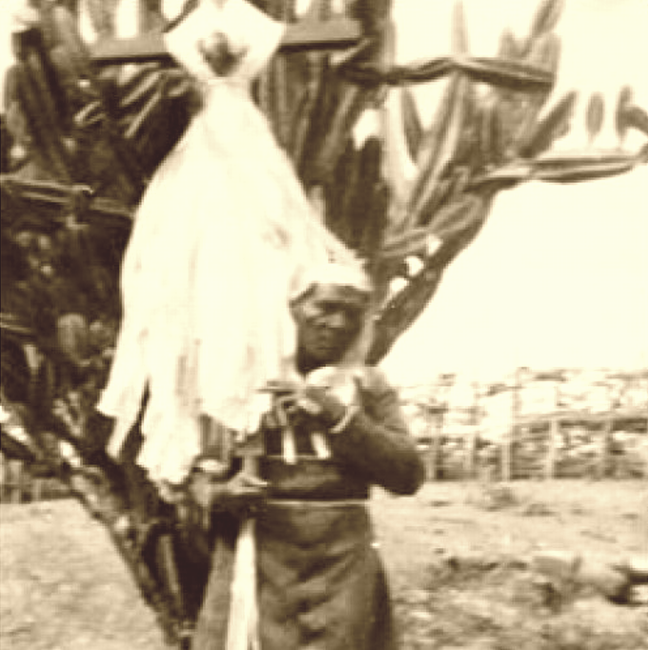
Beato José Lourenço, líder cearense da comunidade do Caldeirão.

No Ceará ocorre o fenômeno religioso que gravita em torno da memória do Padre Cícero(morto em 1934), com a figura de beatos, como a que se reunira num lugar chamado Caldeirão de Santa Cruz do Deserto, próximo à cidade do Crato, cuja figura principal foi o beato José Lourenço; este núcleo foi perseguido (ou, segundo alguns, massacrado, embora isto não possua qualquer comprovação factual) em 1937, fazendo com que vários de seus remanescentes migrassem para o lugar da Bahia chamado de Pau de Colher, próximo à cidade de Casa Nova.

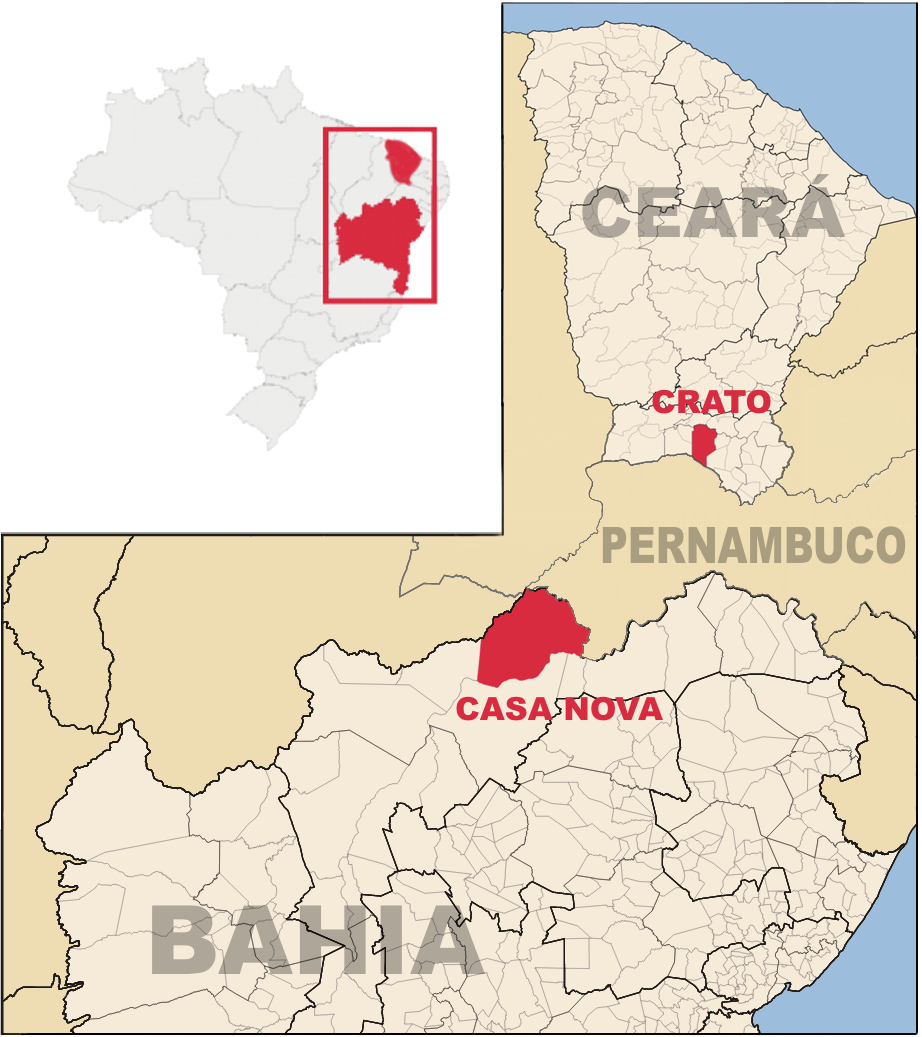
Mapa de localização dos eventos em 1938

A fazenda Pau de Colher deve este nome à árvore pau-de-colher ali abundante e que foi utilizada para a confecção do "cacete" usado pelos sertanejos, donde também serem chamados pelos locais de "caceteiros". Tal instrumento era por eles considerado importante para a salvação, e era torneado em forma de cruz na parte superior, sendo empunhado com a mão direita.
Casa Nova era a terra natal e domínio familiar do político Luís Viana; situa-se na região do baixo-médio São Francisco, às margens do riacho do mesmo nome e que aflui para aquele rio. O lugar era produtor de sal, produto essencial para a culinária e pecuária, cujo comércio fez surgir o povoado e, em 1873, permitiu a emancipação da Vila de São José de Casa Nova.
Ressalta-se que no interior do Nordeste a imensa maioria da população era rural, iletrada e vivia sob um rígido sistema patriarcal - o que equivale dizer sob o jugo de poderosas famílias. Ainda dividida entre as forças emergentes urbanas, com as velhas oligarquias rurais, o país assistia a uma divisão de forças que se confrontavam pois, nos anos 1930, as populações (urbana e rural) eram equivalentes.

## Os "fanáticos" do Pau de Colher

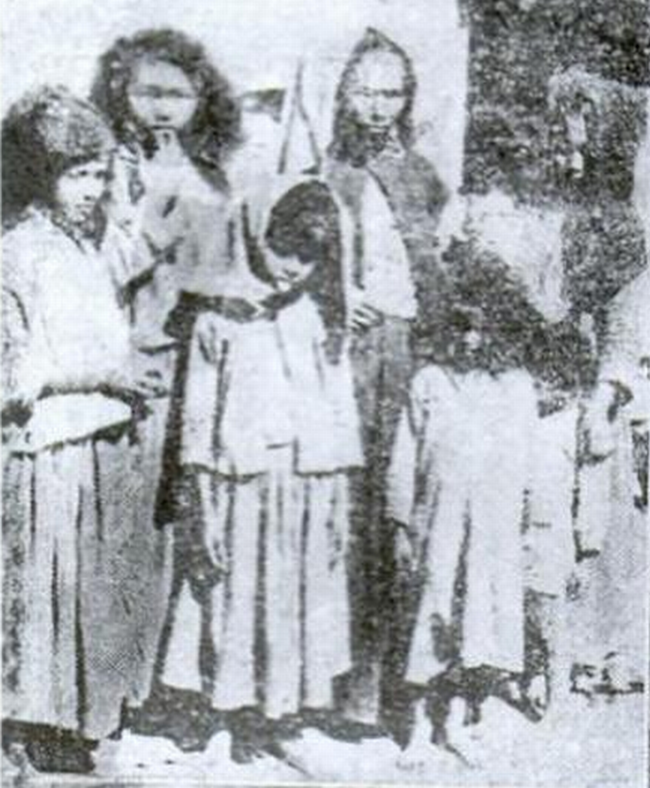
Irmã e sobrinhos de José Senhorinho, líder maior de Pau de Colher.

Diz o historiador Dias Tavares que tudo teve início no Caldeirão: "Essa manifestação do catolicismo brasileiro foi exterminada em setembro de 1936 pela PM do Ceará e chegou à fazenda Pau de Colher com o beato cearense Severino, em data imprecisa, mas não antes de 1935-1936".
Contudo vários historiadores registram que o local, muito antes disto (1932-1934), fora alvo das preleções de um peregrino chamado Severino Tavares, que ali esteve no começo daquela década, causando forte impressão nos moradores do lugar.
Severino Tavares, um paraibano (e não cearense, como afirmou Dias Tavares) nascido por volta de 1885, profetizava uma "chuva de sangue" que inundaria o sertão e somente os escolhidos poderiam se salvar. Mais tarde se fixou em Juazeiro do Norte, onde conheceu José Lourenço Gomes da Silva, cujo grupo religioso praticava a autoflagelação e possuía grande aproximação ao Padre Cícero.
Severino então realiza peregrinações proféticas a Pau de Colher, dizendo-se ele próprio ser o Espírito Santo e manifestando transes extáticos; recomenda que os fiéis efetuem romarias até o Caldeirão, onde se estabelecera o beato Lourenço, a fim de combaterem o antiCristo. Ali tem grande aceitação por parte de Senhorinho, um dos proprietários da fazenda Pau de Colher que, quando o beato se foi, passa a reunir-se com outros aos domingos, ocasião em que procedia à leitura da Bíblia e da Missão Abreviada.
Viviam os "fanáticos" de Pau de Colher um modo de vida que chocava a população urbana, alvo principal da imprensa ao compor o quadro do lugar: vestiam-se de preto em sinal de luto pela morte do Padre Cícero,abandonavam suas casas, plantações e criatórios; passavam a viver então em "latadas", comendo apenas feijão na água e sal, e rezando todo o dia para alcançarem a salvação - num claro confronto com a ordem social que então se construía.

### Ritualística

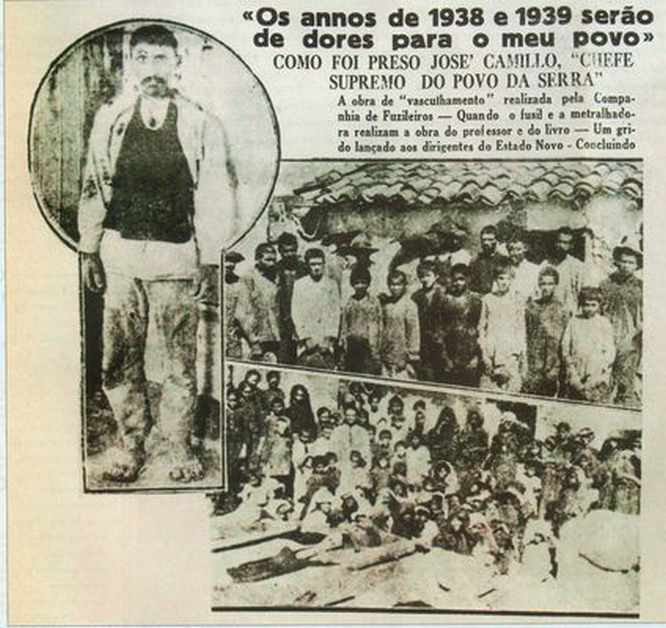
Jornal da época: "Quando o fuzil e a metralhadora realizam a obra do professor e do livro".

Em Pau de Colher o principal dirigente era Senhorinho; ele quem conduzia os rituais, as rezas; já bem cedo acordava os demais cantando quadrinhas como:
Alevanta pecador

Da cama em que está deitado

Vamos ver Jesus em tormentos

Pelos nossos grandes pecados.
Ou:
Alevante pecador

Trata do que há de fazer

Vamos cuidar em nossa vida

Antes de morrer
Estes rituais foram ensinados ali por Severino Tavares e tinham início no santuário que ficava na casa de Senhorinho, situada no ponto mais elevado do lugar. Durante a madrugada, em fila (mulheres à direita e homens à esquerda), tinha lugar a primeira oração; Senhorinho percorria entre as filas, pulando sobre um só pé, girando um rosário; então fazia uma pregação onde lembrava sua condição de "perdido", "cachaceiro", antes de estar salvo; orações católicas intercalavam no meio do rito, como a "Ave Maria", "Credo" ou o "Ato de Contrição". As rezas se repetiam ao meio-dia e no cair da noite.
Regras rígidas, tinham ainda de obedecer a princípios de irmandade, aos preceitos do catolicismo e também a sérios preceitos morais, além da abstinência quanto aos vícios e pleno respeito durante os atos religiosos (como, por exemplo, nunca falar durante as preleções).
Havia ainda um ritual de salvação, sob um pé de juazeiro, quando Senhorinho mandava que ali subissem para ver a nuvem que levaria a todos até Caldeirão: "Quem não dependurava não ia pro céu", como disse uma sobrevivente.

## Evolução do movimento

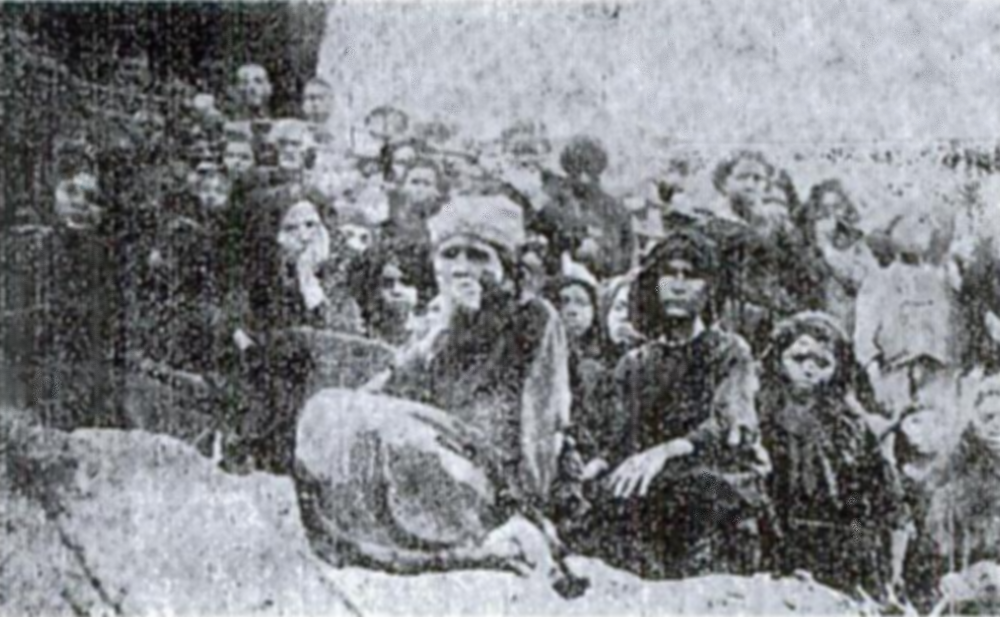
Grupo de religiosos, após o massacre.

O combate feito aos religiosos do Caldeirão, em 1936, ainda hoje suscita controvérsias. Segundo o pesquisador Domingos Sávio Cordeiro, que entrevistou vários remanescente, nenhum fala em mortandade e ainda que o principal alvo da ação policial se safara do cerco facilmente; segundo ele, o beato “Zé Lourenço passou pelos policiais pedindo licença. Ele era um ancião e não foi reconhecido. Ninguém fazia ideia de que o temido beato era apenas um velhinho já cansado”; mas vários integrantes de uma ONG sustentam que houve um massacre, sendo o mesmo até noticiado pela imprensa sulista da época.
O fato foi que em Pau de Colher, no final do ano seguinte (1937), um outro beato chamado "Quinzeiro" ("Seu Joaquim", ou ainda "Seu Quim") apareceu, manifestando a ideia de reerguer aquela missão cearense; ele anunciava a morte do Beato Zé Lourenço, mas não teve maior importância para o movimento, pois não era carismático.
Surgiu a partir disto entre os moradores de Pau de Colher o mito de que deveriam erguer em terras cearenses um "Paraíso Terreno", que receberia o novo Messias. Este fato fez com que muitos historiadores tratassem os fatos de Pau de Colher como um prosseguimento dos eventos ocorridos no Ceará, uma mera "etapa" e não um fato próprio, o que seria um erro pois ambos coexistiam desde 1934.
Peregrinar até Caldeirão passou a ser uma demonstração de compromisso de fé; aqueles que discordaram eram considerados impuros, hereges; começam a surgir reações violentas contra aquilo que diziam ser uma interferência do demônio. Por outro lado o povoado continuava a atrair grandes contingentes de sertanejos, causando perturbação entre os produtores rurais da região.
A figura carismática de Senhorinho, a religiosidade extrema do sertanejo, atraíam mais e mais pessoas que ali chegavam todos os dias, e armavam suas "latadas", abraçando aquele modo de vida de penúria e abnegação, confiantes na promessa de uma nova vida.
Senhorinho dividia as tarefas religiosas com o José Camilo, Luiz Dentão, João
Damásio, Pedro Benvenuto, Anjo Cabaça e com as mulheres “santas”.
A 5 de janeiro de 1938 há relatos de que os religiosos atacaram, no Piauí, a fazenda de um tal Janjão, ali matando cerca de 20 pessoas. O ex-prefeito de Casa Nova, Raimundo Estrela, autor de um livro sobre o massacre, e que havia atuado como médico do exército na campanha de Pau de Colher, registra que foram 12 os mortos ali, dois dos quais crianças.

## O combate aos "fanáticos"
"Aí menina chega estrondou tudo."— Maria Nascimento, sobrevivente.

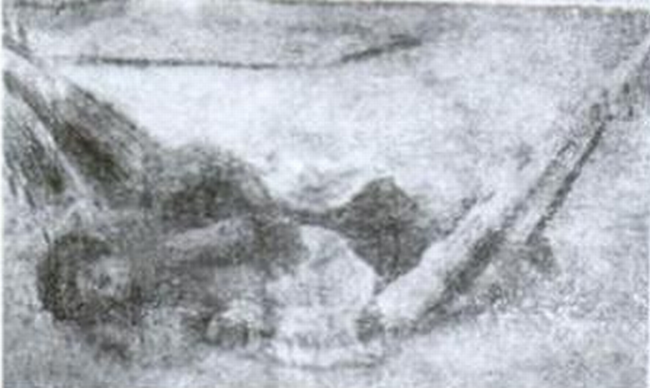
Criança ferida no ataque a Pau de Colher.

No dia 10 de janeiro de 1938 o pequeno grupamento policial de Casa Nova, composto pelo sargento Geraldo Bispo dos Santos, um cabo e quatro policiais procede a um ataque a Pau de Colher. Reagindo, os religiosos cercam os soldados e os matam a pancadas.
Já o governo federal programara uma reação, através do Destacamento do Vale do São Francisco, e se passou a estudar um ataque ao reduto que, informara-se, era de seguidores docomunismo. Tropas também são mobilizadas em Salvador e, no deslocamento, apreendem pessoas que informam tratar-se de um fenômeno de psicose coletiva, que acometia aos que ouviam Senhorinho.
Quando chegam ao lugar, contudo, este já fora atacado pelo destacamento da polícia militar de Pernambuco, sob o comando do capitão Optato Gueiros. Este cercara Pau de Colher com seus homens, procedendo ao morticínio dos que lá estavam. Em telegrama, dado o elevado número de mortos, Gueiros informava seu "êxito": "Impossibilitado sepultamento determinei incineração. (...) Fiz vasculhamento circunvizinhança encontrando apenas crianças e mulheres indefesas”

### Relatos do massacre
O cerco da polícia pernambucana, tropa composta por 97 homens, durou 3 dias: de 19 a 21 de janeiro de 1938. Dentre os homens que acompanharam os agentes do estado estava um pistoleiro, Norberto Pereira, que num certo momento retirou uma criança que estava no colo da mãe, assassinada pelo intenso tiroteio; mulheres se atiravam na frente dos fuzis, tentando salvar seus filhos, pois ninguém escava às balas contra os religiosos.
Em seu relatório, o Capitão Optato registrou 157 mortos no povoado de Pau de Colher, e ainda 40 por uma patrulha piauiense.

## Consequências

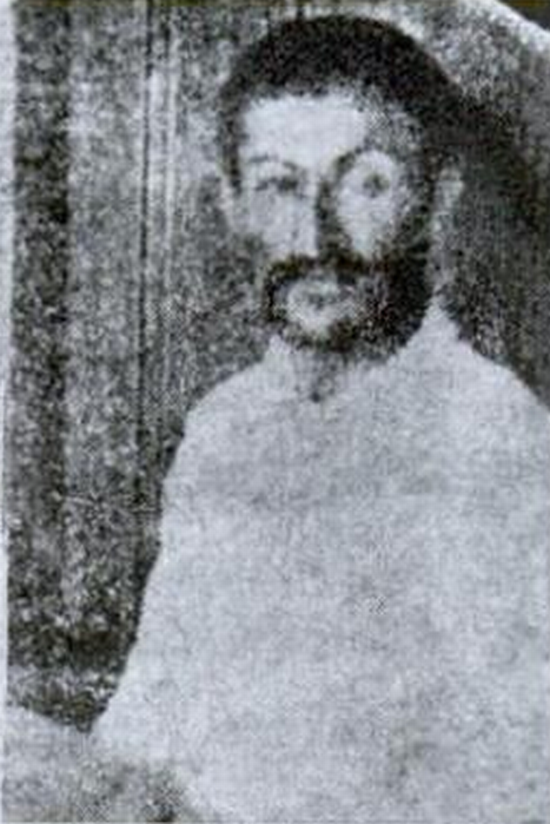
José Camilo, um dos sobreviventes, em 1938.

O interventor Landulfo Alves, ao tomar ciência a incursão de agentes do estado vizinho em território baiano, reagiu mandando um ofício a Agamenon Magalhães, seu congênere em Pernambuco. Este respondeu com uma defesa veemente, na qual demonstrava que assim agira por conta de um convênio celebrado ainda nos tempos de Juracy Magalhães, que assegurava o livre trânsito das tropas sob seu comando sem se importar com fronteiras.
As crianças órfãs ou cujos pais foram presos, eram levadas para as "carroças da salvação" e enviadas para a capital baiana onde seriam usadas para o trabalho doméstico, em regime de escravidão.
Episódio ainda obscuro na história nordestina, no final do século XX pesquisadores procuraram registrar depoimentos dos seus remanescentes. Num claro exemplo de que o episódio deixara marcas indeléveis em seus protagonistas, o sobrevivente José Camilo declarou, na sua fala simples, que "Não há interesse, eu não conto porque pra eu contar, invés de eu aliverá minha situação, vai me servir de perseguição".
Sobre as vítimas, na historiografia de Dias Tavares, apenas o registro de que "resultou elevado número de mortos".